# Shane A. Parker
Shane Alwyne Parker (* 3. August 1943 in Colchester, Essex, Vereinigtes Königreich; † 21. November 1992 in Adelaide, South Australia) war ein australischer Ornithologe und Kurator für niedere marine Wirbellose.

## Leben
Im Alter von 16 Jahren wurde Parker Mitarbeiter am British Museum, sowohl am Standort Bloomsbury als auch am Natural History Museum in South Kensington. Drei Jahre arbeitete als Assistent in der Eiersammlung. Von Februar bis August 1964 nahm er an der zweiten Australien-Expedition von Harold Wesley Hall ins nördliche Queensland teil. Diese sieben Monate beeinflussten Parker so stark, dass er 1967 nach Australien emigrierte. Zuerst betrieb er als wissenschaftlicher Assistent Säugetierstudien am Arid Zone Research Institute in Alice Springs. Danach zog er nach Darwin, wo er seine zukünftige Frau Erica kennenlernte, die er 1970 heiratete. Aus dieser Ehe gingen zwei Söhne hervor. Ab 1973 absolvierte die Daws Road High School und 1975 erlangte er seinen Bachelor of Science von der University of Adelaide. 1974 wurde er Nachfolger von Herbert Thomas Condon in der Kuratorenstelle der Vogelabteilung des South Australian Museum. Von 1976 bis 1985 war er hauptamtlich Kurator der Vogelabteilung und ab 1985 war er Teilzeitkurator sowohl in Vogelabteilung als in der Abteilung für niedere marine Wirbellose. Ab Oktober 1991 betreute Parker hauptamtlich die Abteilung für niedere marine Wirbellose. Während seiner Amtszeit in der Vogelabteilung, modernisierte Parker das Sammlungssystem. Er führte ein neues Feldkartensystem mit Datenblättern ein, in denen Aufzeichnungsdaten zum Verhalten, Lebensraum, Weichteilfarben und andere Einzelheiten notiert waren, die zuvor vernachlässigt wurden. Er kuratierte die Eiersammlung und stellte einen Index auf, in dem er die Einzelheiten zu jedem Gelege in einer eigenen Karteikarte notierte. Neben den Vogelbälgen konservierte er vollständige Vogelkörper in Alkohol, erweiterte die Skelettsammlung und erstellte ein Verzeichnis des Mageninhalts von Vögeln. Er führte einen Austausch mit anderen Museen durch, um die Repräsentation von innerstaatlichen und ausländischen Arten zu verbessern. Mit Feldarbeit und gelegentlicher Sammlungstätigkeit füllte er Lücken in der Balgsammlung, insbesondere bei den Küken und den immaturen Exemplaren von Nicht-Sperlingsvögeln sowie bei den einheimischen Arten.
Parker veröffentlichte nahezu 100 ornithologische Notizen und Artikel, viele davon in Zusammenarbeit mit anderen Autoren. Er schrieb über Arten aus England, Europa, Indien, Asien, Neuguinea, dem Südwestpazifik, Afrika, Madagaskar und Australien. Dabei behandelte eine Vielzahl von Themen, darunter Taxonomie, Nomenklatur, Verbreitung, Ökologie, Verhalten, Eier und Nester, Anatomie, historische Ornithologie und regionale Checklisten. Seine Artikel erschienen in renommierten Zeitschriften wie dem Bulletin of the British of the Ornithologists’ Club, Emu und dem South Australian Ornithologist. 1984 veröffentlichte Parker die wissenschaftliche Erstbeschreibung zum ausgestorbenen Känguru-Insel-Emu (Dromaius novaehollandiae baudinianus). Zwei Jahre zuvor stellte er das neue Taxon Calidris paramelanotos auf, das später als Hybride zwischen Sichelstrandläufer (Calidris ferruginea) und Graubrust-Strandläufer (Calidris melanotos) identifiziert wurde. Ein weiteres Interesse galt der Gattung der Grasschlüpfer (Amytornis). Parker beschrieb die Taxonomie und den Lebensraum des Streifengrasschlüpfers (Amytornis striatus) und zum ersten Mal die Eier des Eyregrasschlüpfers (Amytornis goyderi). 
Parker war für eine fruchtbare Zusammenarbeit zwischen dem South Australian Museum und den Erben von Samuel Albert White verantwortlich, einem australischen Rennpferdbesitzer und Amateurforscher, der eine stattliche Sammlung afrikanischer Vögel besaß, die 1976 dem South Australian Museums übertragen wurde. Whites Eiersammlung kam 1988 an das Museum. Parker plante auch eine Ausstellung mit dem Titel Captain White and the House of Birds. 24 Tage bevor die Ausstellung eröffnet wurde, starb Parker im Dezember 1992 an Lymphknotenkrebs. 1979 und 1985 wirkte er an der Annotated Checklist of the Birds of South Australia mit. 1979 begleitete er den Safarileiter Rex Ellis um den Cooper Creek. Östlich vom Lake Perigundi wollen Parker und Ellis vier Höhlensittiche beobachtet haben. Da jedoch keine detaillierte Aufzeichnung über diese Sichtung gemacht wurde, bleibt sie unbestätigt.
Parker war Mitglied der South Australian Ornithological Association und zwei Mal Vizepräsident (1979–1981 und 1985–1986) dieser Organisation.
Hinsichtlich der marinen Wirbellosen befasste sich Parker mit Steinkorallen, Moostierchen, Vielborstern, Schwämmen und Egeln. 1991 beschrieb er die Moostierchengattungen Hesychoxenia und Mychoplectra und 1990 die Vielborsterart Hesionura australiensis. In Zusammenarbeit mit Stephen D. Cairns beschrieb er die Korallentaxa Australocyathus, Flabellum (Ulocyathus) hoffmeisteri, Foveolocyathus alternans, Fungiacyathus (Bathyactis) dennanti, Paraconotrochus, Paraconotrochus zeidleri, Platytrochus laevigatus und Platytrochus parisepta.

## Dedikationsnamen
Nach Parker wurde die heute ungültige Unterart Acanthagenys rufogularis parkeri des Braunkehl-Honigfressers benannt. Auch zwei Federläuse des Thermometerhuhns tragen seinen Namen: Megapodiella parkeri und Lipeures parkeri.